# Choerophryne microps
Choerophryne microps es una especie de anfibio anuro de la familia Microhylidae.

## Distribución geográfica
Esta especie es endémica de las montañas Wondiwoi en la península de Wandammen de la provincia occidental de Nueva Guinea, Indonesia. Habita entre los 380 y 1000 m de altitud.

## Publicación original
- Günther, 2008 : Descriptions of four new species of Choerophryne (Anura, Microhylidae) from Papua Province, Indonesian New Guinea. Acta Zoologica Sinica, vol. 54, n.º 4, p. 653-674[5]